# Tyranneau vif
Zimmerius acer
Espèce
Synonymes
- Zimmerius gracilipes acer

Statut de conservation UICN

 LC  : Préoccupation mineure
Le Tyranneau vif (Zimmerius acer), aussi appelé Tyranneau guyanais, est une espèce de passereaux de la famille des Tyrannidae,,.

## Distribution
Cet oiseau vit à l'est du Venezuela, dans les Guyanes et au nord-est du Brésil (au nord de l'Amazone et à l'est des rios Branco et Negro) ; les populations vivant au sud de l'Amazone (vers l'ouest jusqu'au cours inférieur du Rio Madeira et vers l'est jusqu'au Ceará et à l'Alagoas) pourraient représenter un taxon n'ayant pas encore été décrit,,.

## Systématique
Cette espèce est monotypique selon la classification de référence du Congrès ornithologique international (version 9.1, 2019). Il a été séparé du Tyranneau à petits pieds (Zimmerius gracilipes) à la suite des travaux de Frank E. Rheindt et al., publiés en 2008, modification reprise par la suite par le Congrès ornithologique international. Malgré tout, certaines sources le considèrent encore comme une sous-espèce de Zimmerius gracilipes sous le nom de Zimmerius gracilipes acer,,.